# Peter Laslett
Peter Laslett (18. december 1915 – 8. november 2001) var en britisk historiker. Han studerede ved Cambridge Universitet og producerede BBCs radioprogram Talks 1946-49. 

## Værker
- (1965) The World We Have Lost: English Society before the Coming of Industry